# Donji Markovac
Donji Markovac – wieś w Chorwacji, w żupanii zagrzebskiej, w gminie Farkaševac. W 2011 roku liczyła 41 mieszkańców.